# Jean-Denis Délétraz
Jean-Denis Délétraz (1. října 1963, Ženeva) je švýcarský automobilový závodník. V letech 1994-1995 se zúčastnil tří závodů Formule 1 a nezískal žádné body.

## Začátky
Získal dvě vítězství ve Formuli Ford. V letech 1985-1987 závodil ve francouzské Formuli 3, kde v roce 1985 skončil celkově třetí. V sezonách 1988-1991 pilotoval monopost Formule 3000 a získal dvě třetí místa. Pro sezonu 1994 uzavřel smlouvu s továrním týmem značky SEAT a závodil v mistrovství Francie cestovních vozů, celkově obsadil 12. pozici.

## Formule 1

### 1994: Larrousse
K sedačce pilota F1 mu pomohla především štědrost jeho bohatých sponzorů. Debutoval při Grand Prix Austrálie 1994 v týmu Larrousse, který se během sezony dostal do finančních potížích a v jeho vozy pilotovali jezdci, kteří mohli přinést finanční prostředky pro stáj. Délétraz tak pro poslední závod nahradil Érika Comase. Celý svět překvapil tím, že se dokázal kvalifikovat a to dokonce na 25. příčku, přesto většinu grand prix odkroužil na posledním místě a několik kol před cílem jej zradila převodovka.

### 1995: Pacific Racing
U týmu Pacific Racing měl nahradit Bertranda Gachota, kterého opustili sponzoři, pro zbývajících 5 závodů. Sám Délétraz vyjadřoval naději, že toto angažmá by mu mohlo pomoci při získání místa pro následující sezonu. V první kvalifikaci však ztratil závratných 12 sekund na držitele pole-position Davida Coultharda. V samotné závodě byl předjet o jedno kolo již v 7. okruhu závodu, velkou cenu nedokončil kvůli křeči v paži. V kvalifikaci na Grand Prix Evropy 1995 ztrácel „pouze“ 9 sekund, závod odkroužil beznadějně poslední a dokončil jako patnáctý se ztrátou sedmi kol na vítěze. Po těchto výkonech se do týmu vrátil Bertrand Gachot a pro Délétraze kariéra ve F1 skončila.

## Kariéra po Formuli 1
Po odchodu z cirkusu F1 závodil ve sportovních vozech. Největších úspěchů dosáhl v Mistrovství světa cestovních vozů 2002 s vozem Ferrari 550 Maranello, se kterým získal 4 výhry a v poháru jezdců obsadil 5. pozici. V letech 2001 a 2002 vyhrál svou třídu na 24 hodin Le Mans a roku 2007 24 hodin ve Spa. Pro sezonu 2010 podepsal smlouvu s týmem Hexis AMR a bude se opět účastnil závodů FIA GT.

## Kompletní výsledky ve Formuli 1
| Legenda k tabulce | Legenda k tabulce                                                                       |
| Barva             | Výsledek                                                                                |
| ----------------- | --------------------------------------------------------------------------------------- |
| Zlatá             | Vítěz                                                                                   |
| Stříbrná          | 2. místo                                                                                |
| Bronzová          | 3. místo                                                                                |
| Zelená            | Bodované umístění                                                                       |
| Modrá             | Nebodované umístění                                                                     |
| Modrá             | Dokončil neklasifikován (NC)                                                            |
| Fialová           | Odstoupil (Ret)                                                                         |
| Červená           | Nekvalifikoval se (DNQ)                                                                 |
| Červená           | Nepředkvalifikoval se (DNPQ)                                                            |
| Černá             | Diskvalifikován (DSQ)                                                                   |
| Bílá              | Nestartoval (DNS)                                                                       |
| Bílá              | Závod zrušen (C)                                                                        |
| Světle modrá      | Pouze trénoval (PO)                                                                     |
| Světle modrá      | Páteční testovací jezdec (TD)                                                           |
| Bez barvy         | Netrénoval (DNP)                                                                        |
| Bez barvy         | Vyřazen (EX)                                                                            |
| Bez barvy         | Nepřijel (DNA)                                                                          |
| Bez barvy         | Odvolal účast (WD)                                                                      |
| Bez barvy         | Nezúčastnil se (prázdné)                                                                |
| Označení          | Význam                                                                                  |
| Tučnost           | Pole position                                                                           |
| Kurzíva           | Nejrychlejší kolo                                                                       |
| †                 | Jezdec nedojel do cíle, ale byl klasifikován, protože odjel více než 90 % délky závodu. |
| ‡                 | Byl udělován poloviční počet bodů, protože bylo odjeto méně než 75 % délky závodu.      |
| Horní index       | Umístění bodujících jezdců ve sprintu                                                   |

| Rok  | Tým                    | Šasi           | Motor   | 1   | 2   | 3   | 4   | 5   | 6   | 7   | 8   | 9   | 10  | 11  | 12  | 13      | 14     | 15  | 16      | 17  | Umístění | Body |
| ---- | ---------------------- | -------------- | ------- | --- | --- | --- | --- | --- | --- | --- | --- | --- | --- | --- | --- | ------- | ------ | --- | ------- | --- | -------- | ---- |
| 1994 | Tourtel Larrousse      | Larrousse LH94 | Ford V8 | BRA | PAC | SMR | MON | ESP | CAN | FRA | GBR | GER | HUN | BEL | ITA | POR     | EUR    | JPN | AUS Ret |     | -        | 0    |
| 1995 | Pacific Grand Prix Ltd | Pacific PR02   | Ford V8 | BRA | ARG | SMR | ESP | MON | CAN | FRA | GBR | GER | HUN | BEL | ITA | POR Ret | EUR 15 | PAC | JPN     | AUS | -        | 0    |